# Videojoc d'acció en tercera persona
Acció en tercera persona (TPS o 3PS en anglès) és un gènere de videojoc amb gràfics en tres dimensions, on el personatge del jugador es veu amb un angle amb perspectiva, a diferència del model de primera persona que té una perspectiva des dels "ulls" del personatge jugable. El videojoc Tomb Raider va ser el primer 3PS que va popularitzar el gènere.

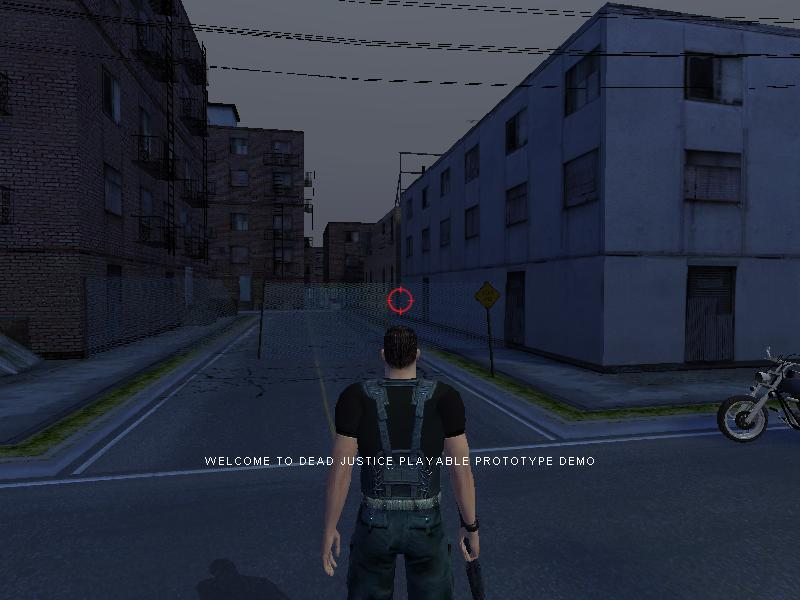
Personatge en tercera persona a Dead Justice

A causa de l'ús general del terme, molts videojocs no es consideren dins el gènere de l'acció en tercera persona perquè l'estil de joc cada vegada s'especifica. La saga Resident Evil, té incorporat elements de jugabilitat de tir en tercera persona, però no és considerat com a 3PS fins al Resident Evil 4; perquè dona èmfasi en terror i horror, i s'anomena videojoc de terror. En canvi, el Grand Theft Auto III de la saga GTA hi ha una perspectiva en tercera persona, però combina conducció i rol i també d'altres gèners. Examples tradicionals d'acció en tercera persona són el MDK i el Gears of War
Els 3PS tenen avantatges i desavantatges. Una perspectiva en tercera persona dona més consciència del que passa al voltant del personatge que un de primera, com és el cas de la saga Splinter Cell. No obstant això, la càmera es col·loca darrere el personatge i quan aquest gira cap a l'esquerra o la dreta la càmera també gira, però no a la velocitat amb què giraria si la càmera es posés en primera persona. A partir d'aquest problema s'ha intentat millorar o arreglar el sistema de vistes o càmeres.
D'aquest gènere, hi ha videojocs que han sigut de molt èxit com el Star Wars: Battlefront i el James Bond 007: Everything or Nothing, però en alguns també hi havia la possibilitat de posar la vista en primera persona. Hi ha videojocs que combinen les vistes de primera i tercera segons l'argument. Però avui en dia, no es creen gaire videojocs que només es pugui utilitzar una sola vista.
Cal dir, que l'acció en tercera persona no és només propi dels videojocs, sinó que en cinema i televisió també es poden contemplar vistes en tercera persona.